# Litteris et Artibus
 Litteris et Artibus лат. (изговор: литерис ет артибус). За књижевност и умјетност.

## Поријекло изреке
По академику Ивану Клајну овом изреком је називана стара аустријска медаља додјељивана заслужним појединцима за књижевност и умјетност. По истом аутору један од лауреата ове медаље је и пјесник из Хрватске српског поријекла Петар Прерадовић
По другим ауторима, ову медаљу је установио шведски принц па краљ Карло XV 1852.г.